# Liste der Baudenkmale in Detern
Die Liste der Baudenkmale in Detern enthält die nach dem Niedersächsischen Denkmalschutzgesetz geschützten Baudenkmale in der niedersächsischen Gemeinde Detern. Grundlage ist die veröffentlichte Denkmalliste des Landkreises (Stand: 25. Juli 2016).
Baudenkmale sind „im Sinne des Gesetzes Bodendenkmale, bewegliche Denkmale und Denkmale der Erdgeschichte.“

## Ortsübergreifend
| Bild | Bezeichnung                                | Lage                                                               | Beschreibung | Bauzeit | Eingetragen seit | Denkmal- nummer |
| --- | ------------------------------------------ | ------------------------------------------------------------------ | --- | ------- | ---------------- | --------------- |
| Fähre („Pünte Wiltshausen“ [Seilzugfähre])                                                                                       | Fähre („Pünte Wiltshausen“ [Seilzugfähre]) | Detern Amdorfer Straße - Flurstück: - Karte                        | Fähre („Pünte Wiltshausen“ [Seilzugfähre]). Wagen-/Personenfähre über der Jümme (bereits 1562 urkundlich erwähnt). Flacher eiserner Fährrahm aus verschraubten Blechen mit Holzbohlenbelag. Vortrieb per Handbetrieb mittels „Zughölzer“ (siehe auch: Amdorfer Straße). Bewegliches Denkmal gemäß § 3.5; Bedeutung: historisch, wissenschaftlich. Wesentliche Begründung: 1.11 geschichtliche Bedeutung aufgrund des Zeugnis- und Schauwertes für Wirtschafts- und Technikgeschichte                        |         |                  | 457013.00592    |
| BW | Gulfhaus (Gulfhaus)                        | Am Barger Schöpfwerkstief 1. Flurstück: 030838-003-00041/002 Karte | Gulfhaus (Gulfhaus). Stattlicher Ziegelbau mit 1 ⁄2-geschossiger Wohnteil. Scheunenteil mit Durchfahrtsdiele. Gesimsgliederung, originale Fenster. 1895 (siehe auch: Am Barger Schöpfwerkstief 1). Bedeutung: historisch, wissenschaftlich. Wesentliche Begründung: 1.06 geschichtliche Bedeutung aufgrund des Zeugnis- und Schauwertes durch beispielhafte Ausprägung eines Stils und / oder Gebäudetypus. Einzeldenkmal gemäß § 3.2 NDSchG                                                                | 1895    |                  | 457006.00023    |
| [[Vorlage:Bilderwunsch/code!/C:53.205372,7.674079!/D:Siel (Brückensiel [Filsumer Siel]), Flurstück: 030839-020-00078/000!/\|BW]] | Siel (Brückensiel [Filsumer Siel])         | Flurstück: 030839-020-00078/000 Karte                              | Siel (Brückensiel [Filsumer Siel]). Korbbogiges Gewölbesiel aus Ziegelmauerwerk. Bogenhaupt und Seitenflügel mit Sandsteinabdeckung. 1870. Ziegelmauerwerk wohl 1920–30 erneuert. Nebenstehendes Schöpfwerk 1959 erbaut (siehe auch: Deichstraße). Bedeutung: historisch, wissenschaftlich. Wesentliche Begründung: 1.11 geschichtliche Bedeutung aufgrund des Zeugnis- und Schauwertes für Wirtschafts- und Technikgeschichte. Einzeldenkmal gemäß § 3.2 NDSchG; in Gruppe baulicher Anlagen: 457008Gr0004 | 1870    |                  | 457008.00016    |

## Amdorf
| Bild           | Bezeichnung                                | Lage                                                                 | Beschreibung | Bauzeit           | Eingetragen seit | Denkmal- nummer  |
| -------------- | ------------------------------------------ | -------------------------------------------------------------------- | --- | ----------------- | ---------------- | ---------------- |
| weitere Bilder | Fähre („Pünte Wiltshausen“ [Seilzugfähre]) | Detern Amdorfer Straße - Flurstück: - Karte                          | Fähre, Förderung ('Pünte Wiltshausen' [Seilzugfähre]) mit: Anlegerpflasterung; Wagen-/Personenfähre über die Jümme (bereits 1562 urkundlich erwähnt). Flacher eiserner Fährrahm aus verschraubten Blechen m. Holzbohlenbelag. Vortrieb per Handbetrieb mittels „Zughölzer“. Bewegliches Denkmal gemäß § 3.5. Bedeutung: historisch, wissenschaftlich |                   |                  | 457006.00030M001 |
| weitere Bilder | Siel (Brückensiel [Schatteburger Siel])    | Amdorf Arnold-Goudschal-Weg 2. Flurstück: 030834-004-00133/011 Karte | Siel (Brückensiel [Schatteburger Siel]). Gewölbtes Brückensiel in Ziegelbauweise mit Werksteingliederung und zwei Toren, datiert 1888; 1930 erhöht und mit Beton-Straßenbrücke versehen. Bedeutung: historisch, wissenschaftlich, städtebaulich. Wesentliche Begründung: 1.11 geschichtliche Bedeutung aufgrund des Zeugnis- und Schauwertes für Wirtschafts- und Technikgeschichte. Konstituierender Bestandteil einer Gruppe gemäß § 3.3 NDSchG; in Gruppe baulicher Anlagen: 457006Gr0003   | datiert 1888/1930 |                  | 457006.00014     |
| weitere Bilder | Schöpfwerk                                 | Amdorf Arnold-Goudschal-Weg 2. Flurstück: 030834-004-00133/011 Karte | Schöpfwerk. Lisenengegliederter Ziegelbau mit Walmdach, datiert 1930. Mit zeitgleicher technischer Einrichtung. Bedeutung: historisch, wissenschaftlich, städtebaulich. Wesentliche Begründung: 1.11 geschichtliche Bedeutung aufgrund des Zeugnis- und Schauwertes für Wirtschafts- und Technikgeschichte; konstituierender Bestandteil einer Gruppe gemäß § 3.3 NDSchG; in Gruppe baulicher Anlagen: 457006Gr0003                                                                            | 1930              |                  | 457006.00015     |
| weitere Bilder | Kirche, ev.                                | Amdorf Fährstraße 3. Flurstück: 030834-002-00220/051 Karte           | Kirche, ev. mit: Friedhof; einschiffiger Saalbau in Ziegelbauweise mit Rundbogenfenstern. Ostgiebel mit Lisenen, Traufsteinen und Giebelaufsatz. Datiert 1769; Westturm 1860. Bedeutung: historisch, wissenschaftlich, städtebaulich. Wesentliche Begründung: 1.04 geschichtliche Bedeutung aufgrund des Zeugnis- und Schauwertes für Kultur- und Geistesgeschichte. Einzeldenkmal gemäß § 3.2 NDSchG; in Gruppe baulicher Anlagen: 457006Gr0004                                               | 1769/1860         |                  | 457006.00016M001 |
| BW             | Wohnhaus (Pfarrhaus)                       | Amdorf Fährstraße 5. Flurstück: 030834-002-00055/001 Karte           | Wohnhaus (Pfarrhaus) mit: Stallgebäude; eingeschossiger Ziegelbau mit Drempel unter Halbwalmdach. Gliederung durch Gesimse. Rückwärtig kleiner Stall. Um 1915. Bedeutung: historisch, wissenschaftlich, städtebaulich. Wesentliche Begründung: 1.06 geschichtliche Bedeutung aufgrund des Zeugnis- und Schauwertes durch beispielhafte Ausprägung eines Stils und / oder Gebäudetypus. Konstituierender Bestandteil einer Gruppe gemäß § 3.3 NDSchG; in Gruppe baulicher Anlagen: 457006Gr0004 | um 1915           |                  | 457006.00017M001 |
| BW             | Gulfhaus (Gulfhaus)                        | Amdorf Leisseweg 3 Flurstück: 030834-007-00057/003 Karte             | Gulfhaus (Gulfhaus). Eingeschossiger Wohnteil, beidseitig zweimal einspringend. Gesimsgliederung. Originale Fenster und Türen. 1912. Am Wohngiebel kleines Tief mit hofseitiger Baumreihe. Bedeutung: historisch, wissenschaftlich. Wesentliche Begründung: 1.06 geschichtliche Bedeutung aufgrund des Zeugnis- und Schauwertes durch beispielhafte Ausprägung eines Stils und / oder Gebäudetypus. Einzeldenkmal gemäß § 3.2 NDSchG                                                           | 1912              |                  | 457006.00018     |

## Detern
| Bild           | Bezeichnung               | Lage                                                                     | Beschreibung | Bauzeit                   | Eingetragen seit | Denkmal- nummer  |
| -------------- | ------------------------- | ------------------------------------------------------------------------ | --- | ------------------------- | ---------------- | ---------------- |
| weitere Bilder | Schule, ehem.             | Detern Alter Schulweg 1 Flurstück: 030838-010-00064/002 Karte            | Schule, ehemalige mit: Toiletten; eingeschossiger Backsteinbau unter Satteldach, 2. Hälfte 19. Jahrhundert; die beiden ehemaligen Klassenzimmer werden durch einen kleinen außermittigen Vorbau erschlossen. Derzeit als Stall/Werkstatt genutzt. Bedeutung: historisch, städtebaulich; wesentliche Begründung: 1.01 geschichtliche Bedeutung im Rahmen von Ortsgeschichte; konstituierender Bestandteil einer Gruppe gemäß § 3.3 NDSchG; in Gruppe baulicher Anlagen: 457006Gr0002                                                                                               | 2. Hälfte 19. Jahrhundert |                  | 457006.00033M001 |
| BW             | Gulfhaus (Gulfhaus)       | Detern Am Barger Schöpfwerkstief 1 Flurstück: 030838-003-00041/002 Karte | Gulfhaus (Gulfhaus) Stattlicher Ziegelbau mit 1 ⁄2-geschossiger Wohnteil. Scheunenteil mit Durchfahrtsdiele. Gesimsgliederung, originale Fenster. 1895. Bedeutung: historisch, wissenschaftlich; wesentliche Begründung: 1.06 geschichtliche Bedeutung aufgrund des Zeugnis- und Schauwertes durch beispielhafte Ausprägung eines Stils und / oder Gebäudetypus; Einzeldenkmal gemäß § 3.2 NDSchG | 1895                      |                  | 457006.00023     |
| weitere Bilder | Kriegerdenkmal (Germania) | Detern Denkmalstraße Flurstück: 030838-007-00076/004 Karte               | Kriegerdenkmal (Germania) Germania auf sich obeliskenartig verjüngendem Postament. Für die Gefallenen des Krieges 1870/1871. Einzeldenkmal gemäß § 3.2 NDSchG |                           |                  | 45700600012      |
| BW             | Gulfhaus (Gulfhaus)       | Detern Friesenstraße 15 Flurstück: 030838-002-00099/007 Karte            | Gulfhaus (Gulfhaus) eingeschossiger Wohnteil mit Giebelkamin. Gliederung durch Fensterverdachungen. Haustür mit Holzblockrahmen. Ende 19. Jahrhundert Einzeldenkmal gemäß § 3.2 NDSchG | Ende 19. Jahrhundert      |                  | 45700600022      |
| weitere Bilder | Wohn-/Geschäftshaus       | Detern Kirchstraße 21 Flurstück: 030838-010-00017/004 Karte              | Wohn-/Geschäftshaus Ein- bis zweigeschossiger Wohn-/Geschäftshaus von 1899. Zweigeschossiger giebelständiger Wohnteil mit eingeschossigem Wirtschaftsanbau am Rückgiebel und straßenseitig mit 1 ⁄2-geschossigem traufständigem Ladenanbau. Bedeutung: historisch, künstlerisch, städtebaulich; wesentliche Begründung: 1.06 geschichtliche Bedeutung aufgrund des Zeugnis- und Schauwertes durch beispielhafte Ausprägung eines Stils und / oder Gebäudetypus; Einzeldenkmal gemäß § 3.2 NDSchG; in Gruppe baulicher Anlagen: 457006Gr0002                                       | 1899                      |                  | 45700600035      |
| weitere Bilder | Kirche, ev-luth.          | Detern Kirchstraße 24 Flurstück: 030838-010-00069/002 Karte              | St.-Stephani-und-Bartholomäi-Kirche Detern, ev-luth. mit: Friedhof, Grabsteine; Rechteckiger Saalbau unter flachem Mansard-Walmdach. Gliederung durch Rundbogenfenster und durch kräftiges Kranzgesims. Datiert 1806. Orgel 1818 von Wilhelm Eilert Schmid aus Leer. Bedeutung: historisch, künstlerisch, wissenschaftlich, städtebaulich; wesentliche Begründung: 1.04 geschichtliche Bedeutung aufgrund des Zeugnis- und Schauwertes für Kultur- und Geistesgeschichte. Konstituierender Bestandteil einer Gruppe gemäß § 3.3 NDSchG; in Gruppe baulicher Anlagen: 457006Gr0002 | 1806                      |                  | 457006.00009M001 |
| weitere Bilder | Glockenturm               | Detern Kirchstraße 24 Flurstück: 030838-010-00069/001 Karte              | Glockenturm Ziegelbau vom Parallelmauertyp. Ende 13. Jahrhundert; Bedeutung: historisch, künstlerisch, wissenschaftlich, städtebaulich; wesentliche Begründung: 1.06 geschichtliche Bedeutung aufgrund des Zeugnis- und Schauwertes durch beispielhafte Ausprägung eines Stils und / oder Gebäudetypus; Gruppe gemäß § 3.3 NDSchG; in Gruppe baulicher Anlagen: 457006Gr0002 | Ende 13. Jahrhundert      |                  | 45700600010      |
| weitere Bilder | Gulfhaus (Gulfhaus)       | Detern Kirchstraße 26 Flurstück: 030838-010-00078/002 Karte              | Gulfhaus (Gulfhaus) 1 ⁄2-geschossiger Wohnteil, Stallseite zweimal einspringend. Fenster zum Teil mit Holzblockrahmen. Mitte 19. Jahrhundert; Bedeutung: historisch, wissenschaftlich; wesentliche Begründung: 1.06 geschichtliche Bedeutung aufgrund des Zeugnis- und Schauwertes durch beispielhafte Ausprägung eines Stils und / oder Gebäudetypus; Einzeldenkmal gemäß § 3.2 NDSchG; in Gruppe baulicher Anlagen: 457006Gr0002 | Mitte 19. Jahrhundert     |                  | 45700600011      |
| BW             | Gulfhaus (Gulfhaus)       | Detern Westerlandstraße 9 Flurstück: 030838-018-00052/004 Karte          | Gulfhaus (Gulfhaus) mit: Vorgarten; Wohnhaus mit rückwärtigem Gulfscheunenanbau. Wohnhaus eingeschossiger Ziegelbau mit Putzgliederung. Um 1900. Bedeutung: historisch, wissenschaftlich, städtebaulich; wesentliche Begründung: 1.06 geschichtliche Bedeutung aufgrund des Zeugnis- und Schauwertes durch beispielhafte Ausprägung eines Stils und / oder Gebäudetypus; Einzeldenkmal gemäß § 3.2 NDSchG | um 1900                   |                  | 457006.00026M001 |

## Deternerlehe
| Bild                          | Bezeichnung                   | Lage                                                            | Beschreibung | Bauzeit | Eingetragen seit | Denkmal- nummer |
| ----------------------------- | ----------------------------- | --------------------------------------------------------------- | --- | ------- | ---------------- | --------------- |
| Glockenturm (Friedhofspforte) | Glockenturm (Friedhofspforte) | Deternerlehe Schulstraße. Flurstück: 030838-002-00291/066 Karte | Glockenturm (Friedhofspforte). Als Friedhofspforte ausgebildeter Turm in Ziegelbauweise mit bescheidener Putzfeldergliederung. Datiert 1910. Einzeldenkmal gemäß § 3.2 NDSchG | 1910    |                  | 45700600013     |

## Neuburg
| Bild           | Bezeichnung         | Lage                                                           | Beschreibung | Bauzeit              | Eingetragen seit | Denkmal- nummer  |
| -------------- | ------------------- | -------------------------------------------------------------- | --- | -------------------- | ---------------- | ---------------- |
| BW             | Gulfhaus (Gulfhaus) | Neuburg Klimperweg 2 Flurstück: 030835-003-00008/001 Karte     | Gulfhaus (Gulfhaus) Einzeldenkmal gemäß § 3.2 NDSchG |                      | 23. April 1990   | 45700600029      |
| BW             | Schule, ehem.       | Neuburg Sielweg 4 Flurstück: 030835-003-00076/000 Karte        | Schule, ehemalige Einräumiger Ziegelbau mit kleinem Eingangsvorbau. Gliederung durch Ecklisenen, Gesimse und Fensterverdachungen. Ende 19. Jahrhundert; Einzeldenkmal gemäß § 3.2 NDSchG | Ende 19. Jahrhundert |                  | 45700600024      |
| BW             | Gulfhaus (Gulfhaus) | Neuburg Terwischer Weg 1 Flurstück: 030835-005-00043/001 Karte | Gulfhaus (Gulfhaus) eingeschossiger Wohnteil mit Drempel, beidseitig zweimal einspringendem Traufgesims und Dreiecksmauerung. Fenster zum Teil mit Holzblockrahmen und Schiebefenstern. Datiert 1828. Einzeldenkmal gemäß § 3.2 NDSchG | 1828                 |                  | 45700600021      |
| Glockenturm    | Glockenturm         | Neuburg Turmstraße 1 Flurstück: 030835-003-00062/001           | Glockenturm Kleiner Ziegelbau des Parallelmauertyps. Datiert 1664. Bedeutung: historisch, wissenschaftlich; wesentliche Begründung: 1.01 geschichtliche Bedeutung im Rahmen von Ortsgeschichte; Gruppe gemäß § 3.3 NDSchG; in Gruppe baulicher Anlagen: 457006Gr0005 |                      |                  | 45700600020      |
| weitere Bilder | Kirche, ev.         | Neuburg Turmstraße 7 Flurstück: 030835-002-00062/001 Karte     | Neuburger Kirche, ev. mit: Friedhofswurt, Umfassungsmauer; einschiffiger Saalbau mit Lisenengliederung, Traufgesimsen und Giebelbekrönungen. Rundbogenfenster. Datiert 1779. Bedeutung: historisch, wissenschaftlich; wesentliche Begründung: 1.04 geschichtliche Bedeutung aufgrund des Zeugnis- und Schauwertes für Kultur- und Geistesgeschichte; Einzeldenkmal gemäß § 3.2 NDSchG; in Gruppe baulicher Anlagen: 457006Gr0005 | 1779                 |                  | 457006.00019M001 |

## Stickhausen
| Bild           | Bezeichnung                          | Lage                                                           | Beschreibung | Bauzeit               | Eingetragen seit | Denkmal- nummer  |
| -------------- | ------------------------------------ | -------------------------------------------------------------- | --- | --------------------- | ---------------- | ---------------- |
| weitere Bilder | Wehrturm                             | Stickhausen Burgstraße 3 Flurstück: 030837-001-00103/016 Karte | Wehrturm Gedrungener, runder Ziegelbau mit Datierung 1498. Bedeutung: historisch, wissenschaftlich, städtebaulich; wesentliche Begründung: 1.01 geschichtliche Bedeutung im Rahmen von Ortsgeschichte; konstituierender Bestandteil einer Gruppe gemäß § 3.3 NDSchG; in Gruppe baulicher Anlagen: 457006Gr0001 | 1498                  |                  | 457006.00006     |
| weitere Bilder | Herrenhaus, ehem. (Burg Stickhausen) | Stickhausen Burgstraße 3 Flurstück: 030837-001-00103/018 Karte | Herrenhaus, ehem. (Burg Stickhausen) mit: Umwallung; großer zweigeschossig, zum Teil verputzter Ziegelbau auf doppel-L-förmigem Grundriss. Im Kern Reste eines Steinhauses erhalten. Datiert 1578 und 1712; Südflügel als Wirtschaftstrakt. Bedeutung: historisch, wissenschaftlich; wesentliche Begründung: 1.01 geschichtliche Bedeutung im Rahmen von Ortsgeschichte; konstituierender Bestandteil einer Gruppe gemäß § 3.3 NDSchG; in Gruppe baulicher Anlagen: 457006Gr0001 | 1578/1712             |                  | 457006.00007M001 |
| BW             | Schule, ehem.                        | Stickhausen Wallrund 9 Flurstück: 030837-001-00051/003 Karte   | Schule, ehemalige Erbaut wohl Mitte 19. Jahrhundert; bis 1965 Schule, 1966–1975 Gemeindeverwaltung Einzeldenkmal gemäß § 3.2 NDSchG | Mitte 19. Jahrhundert | 8. November 1990 | 45700600028      |

## Velde
| Bild | Bezeichnung                            | Lage                                                         | Beschreibung | Bauzeit | Eingetragen seit | Denkmal- nummer  |
| ---- | -------------------------------------- | ------------------------------------------------------------ | --- | ------- | ---------------- | ---------------- |
| BW   | Wohnhaus (ehem. Fehnmeisterei)         | Velde Burgstraße 22 Flurstück: 030836-004-00031/004 Karte    | Wohnhaus (ehemalige Fehnmeisterei) mit: Schleuse; eingeschossiger Ziegelbau unter Walmdach, erbaut 1829 unter Georg IV. für den 1. königlichen Fehnmeister Karl Richter zur Bauleitung der Moorkolonisation und des Kanal-/Schleusenbaus. Zum Teil verändert. Bedeutung: historisch, wissenschaftlich; wesentliche Begründung: 1.11 geschichtliche Bedeutung aufgrund des Zeugnis- und Schauwertes für Wirtschafts- und Technikgeschichte; konstituierender Bestandteil einer Gruppe gemäß § 3.3 NDSchG; in Gruppe baulicher Anlagen: 457006Gr0007 | 1829    |                  | 457006.00032M001 |
| BW   | Empfangsgebäude, ehem. (Bahnhof Velde) | Velde Bahnhofstraße 11 Flurstück: 030836-009-00116/008 Karte | Empfangsgebäude, ehemalige (Bahnhof Velde) eingeschossiger langgestreckter Ziegelbau mit zweigeschossigem mittigem Quertrakt. Gliederung durch Gesimse und profilierte Fensterlaibungen. Erbaut 1869. Typenbahnhof der Großherzogtum-Oldenburger Eisenbahn. Einzeldenkmal gemäß § 3.2 NDSchG | 1869    |                  | 45700600008      |